# Sophie Hannah
Sophie Hannah (Manchester, 1971) is een Britse auteur van thrillers, kinderboeken, romans en poëzie.

## Levensloop
Hannah is de dochter van een hoogleraar politicologie en een jeugdboekenschrijfster. Haar eerste gepubliceerde werk was het kinderboek Carrot the Goldfish (1992). Tussen 1993 en 2007 publiceerde ze tien poëziebundels, waarvan het merendeel verscheen bij uitgever Carcanet Press. Ook vertaalde ze twee boeken van Tove Jansson uit de Mumintrollet-serie in het Engels. Van 1997 tot 2001 was ze verbonden aan twee universiteiten, respectievelijk Cambridge (Trinity College) en Oxford (Wolfson College).
In 2006 publiceerde ze voor het eerst een boek voor volwassenen, Little Face, een psychologische misdaadroman. Er werden 100.000 exemplaren van verkocht, In de jaren daarna verschenen nog meer dan tien misdaadromans, waaronder The Monogram Murders (2014), een detectiveroman met Hercule Poirot, de Belgische detective geschapen door Agatha Christie, 39 jaar na Curtain: Poirot's Last Case.

### Culver Valley Crime
- 2006: Little Face (Kleine meid)
- 2007: Hurting Distance (Gevarenzone)
- 2008: The Point of Rescue (Moederziel)
- 2009: The Other Half Lives (De andere helft leeft)
- 2010: A Room Swept White (De lege kamer)
- 2011: Lasting Damage (Verborgen gebreken)
- 2012: Kind of Cruel (Brandschoon)
- 2013: The Carrier (Ondraaglijk)
- 2014: The Telling Error (Fatale fout)
- 2016: The Narrow Bed (Beste vrienden)

### Hercule Poirot
- 2014: The Monogram Murders (De monogram moorden [sic])
- 2016: Closed Casket (De nieuwe erfgenaam)
- 2018: The Mystery of Three Quarters (Het mysterie van de drie kwarten)
- 2020: The Killings at Kingfisher Hill (De moorden op Kingfisher Hill)

### Andere romans
- 2013: The Orphan Choir (Een duister koor)
- 2015: A Game for All The Family (Alles op het spel)
- 2017: Did You See Melody? (Heb jij haar gezien?)
- 2021: Haven’t they grown? (Geen spat veranderd)